# Perizoma fennica
Perizoma fennica là một loài bướm đêm trong họ Geometridae.